# Ascaridol
L'ascaridol és un compost orgànic natural classificat com a monoterpenoide bicíclic que té un grup funcional de pont de peròxid inusual. És un líquid incolor d'olor i sabor pungent que és soluble en la majoria de dissolvents orgànics. Com altres peròxids orgànics de baix pes molecular, és inestable i propens a explosions quan s'escalfa o es tracta amb àcids orgànics. L'ascaridol determina el sabor específic de l'arbre xilè boldo i és un constituent important de l'oli del te bord. És un component de la medicina natural, begudes tòniques i aromatitzants de la cuina llatinoamericana. Com a component de l'oli, l'ascaridol s'utilitza com a fàrmac antihelmíntic que expulsa els cucs paràsits de les plantes, els animals domèstics i el cos humà.

## Història
L'ascaridol fou el primer, i durant molt de temps l'únic, peròxid orgànic d'origen natural. Va ser aïllat de l'oli de Quenopodi (Chenopodium) i va ser anomenat per Hüthig el 1908, que va descriure el seu caràcter explosiu i va determinar la seva fórmula química com C10H16O₂. Hüthig també va assenyalar la nul·la reactivitat de l'ascaridol als aldehids, cetones o fenols, que el caracteritzaven com a no-alcohòlic. En reaccionar amb àcid sulfúric o es redueix amb pols de zinc i àcid acètic, l'ascaridol forma p-cimè. Aquests resultats es van confirmar en un estudi detallat d'E. K. Nelson el 1911, en particular que l'ascaridol esclata al escalfar-se i reacciona amb àcids sulfúric, clorhídric, nítric o fosfòric. Nelson va demostrar que la nova substància no contenia ni un grup hidroxil ni un carbonil i que, després de la reducció amb sulfat de ferro(II), formava un glicol, ara conegut com a ascaridol glicol, C10H18O₃. El glicol és més estable que l'ascaridol i té un punt de fusió superior d'uns 64 °C, punt d'ebullició de 272 °C i una densitat d'1,098 g/cm³. Nelson també va predir de forma gairebé correcta l'estructura química de l'ascaridol, però situava el pont de peròxid no al llarg de l'eix molecular, sinó entre els altres àtoms de carboni fora de l'eix. Aquesta estructura va ser corregida per Otto Wallach el 1912.
La primera síntesi de laboratori va ser demostrada el 1944 per Günther Schenck i Karl Ziegler i es pot considerar que imita la producció natural d'ascaridol. El procés parteix de l'α-terpinè que reacciona amb l'oxigen sota la influència de la clorofil·la i la llum. En aquestes condicions es genera oxigen singlet que reacciona en una reacció de Diels-Alder amb el sistema diènic al terpinè. Des de 1945, aquesta reacció s'ha adoptat a la indústria per a la producció a gran escala d'ascaridol a Alemanya. Aleshores es va utilitzar com a fàrmac barat contra els cucs intestinals.